# Jiří Hudeček (fotbalista)
Jiří Hudeček (* 30. května 1951) je bývalý český fotbalista, obránce.

## Fotbalová kariéra
V československé lize nastoupil za Baník Ostrava v 94 utkáních a dal 6 gólů. V roce 1976 získal s Baníkem Ostrava mistrovský titul. V nižších soutěžích hrál i za ŽD Bohumín a VP Frýdek-Místek.

## Ligová bilance
| Ročník                                   | Zápasy | Góly | Minuty | Klub             |
| ---------------------------------------- | ------ | ---- | ------ | ---------------- |
| 1. československá fotbalová liga 1970/71 | 1      | 0    | -      | Baník Ostrava    |
| 1. československá fotbalová liga 1973/74 | 26     | 1    | -      | Baník Ostrava    |
| 1. československá fotbalová liga 1974/75 | 23     | 3    | -      | Baník Ostrava    |
| 1. československá fotbalová liga 1975/76 | 7      | 0    | -      | Baník Ostrava    |
| 1. československá fotbalová liga 1976/77 | 26     | 2    | -      | Baník Ostrava    |
| 1. československá fotbalová liga 1977/78 | 11     | 0    | 748    | Baník Ostrava    |
| Česká národní fotbalová liga 1978/79     | -      | -    | -      | VP Frýdek-Místek |
| Česká národní fotbalová liga 1981/82     | 17     | 3    | -      | ŽD Bohumín       |
| Česká národní fotbalová liga 1982/83     | 24     | 1    | -      | ŽD Bohumín       |
| CELKEM 1. liga                           | 94     | 6    | 748    |                  |